# スポトルノ
スポトルノ(伊: Spotorno)は、イタリア共和国リグーリア州サヴォーナ県にある、人口約3,600人の基礎自治体（コムーネ）。

## 地理

### 位置・広がり

#### 隣接コムーネ
隣接するコムーネは以下の通り。
- ベルジェッジ
- ノーリ
- ヴァード・リーグレ
- ヴェッツィ・ポルティオ

### 地震分類
イタリアの地震リスク階級 (it) では、3 に分類される
。

## 姉妹都市
- ザールブリュッケン、ドイツ
- Bad Dürrheim、ドイツ
- Høje-Taastrup、デンマーク